# Bloker
Bloker – węzeł stosowany we wspinaczce, podobnie jak prusik – czyli m.in. do autoasekuracji podczas zjazdu na linie.
Jest łatwy w przesuwaniu, ale nie da się zawiązać jedna ręką; w przypadku węzła Prusika jest to możliwe; jest to ważna cecha węzłów, szczególnie w alpinizmie.

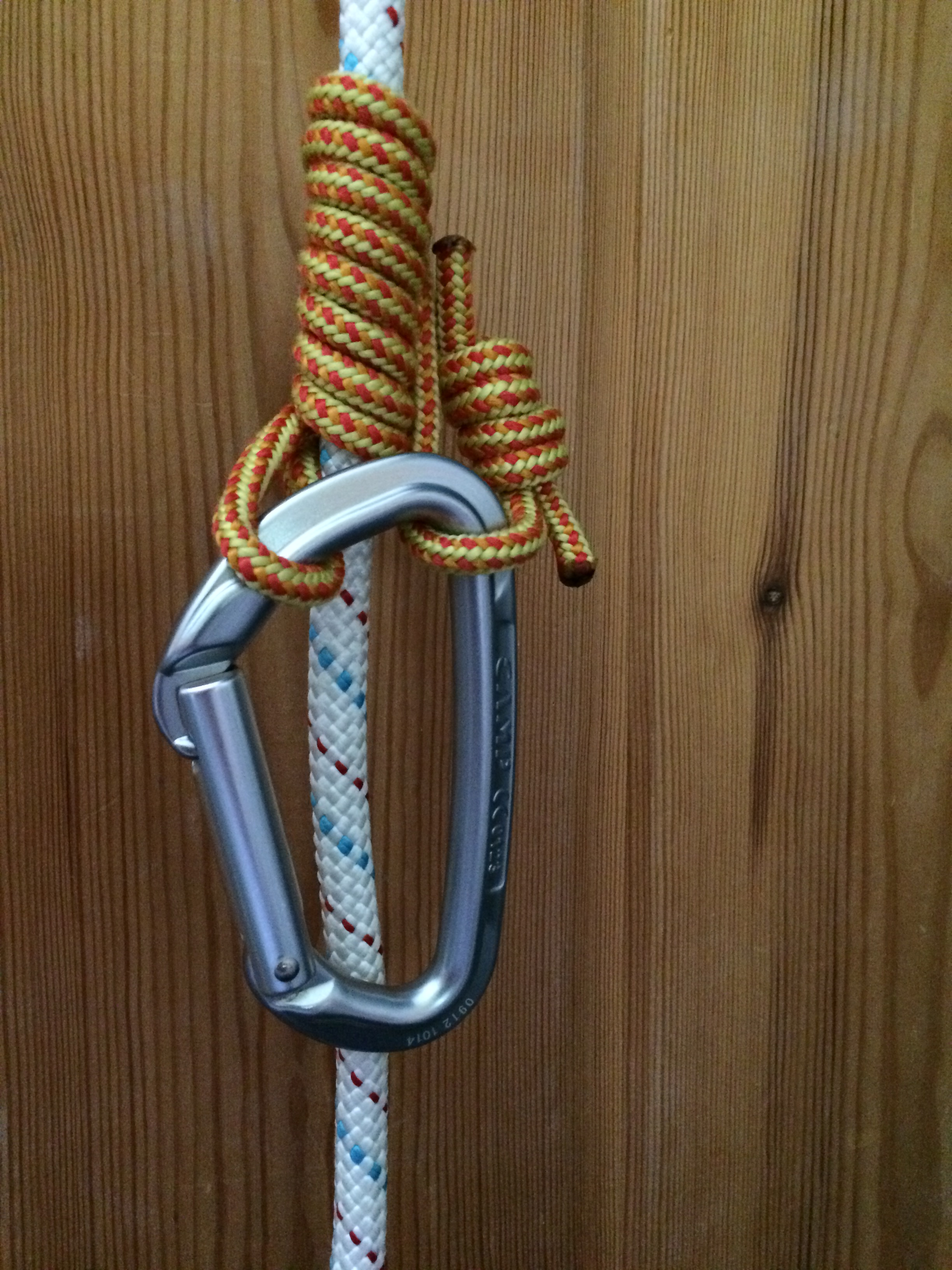
Bloker

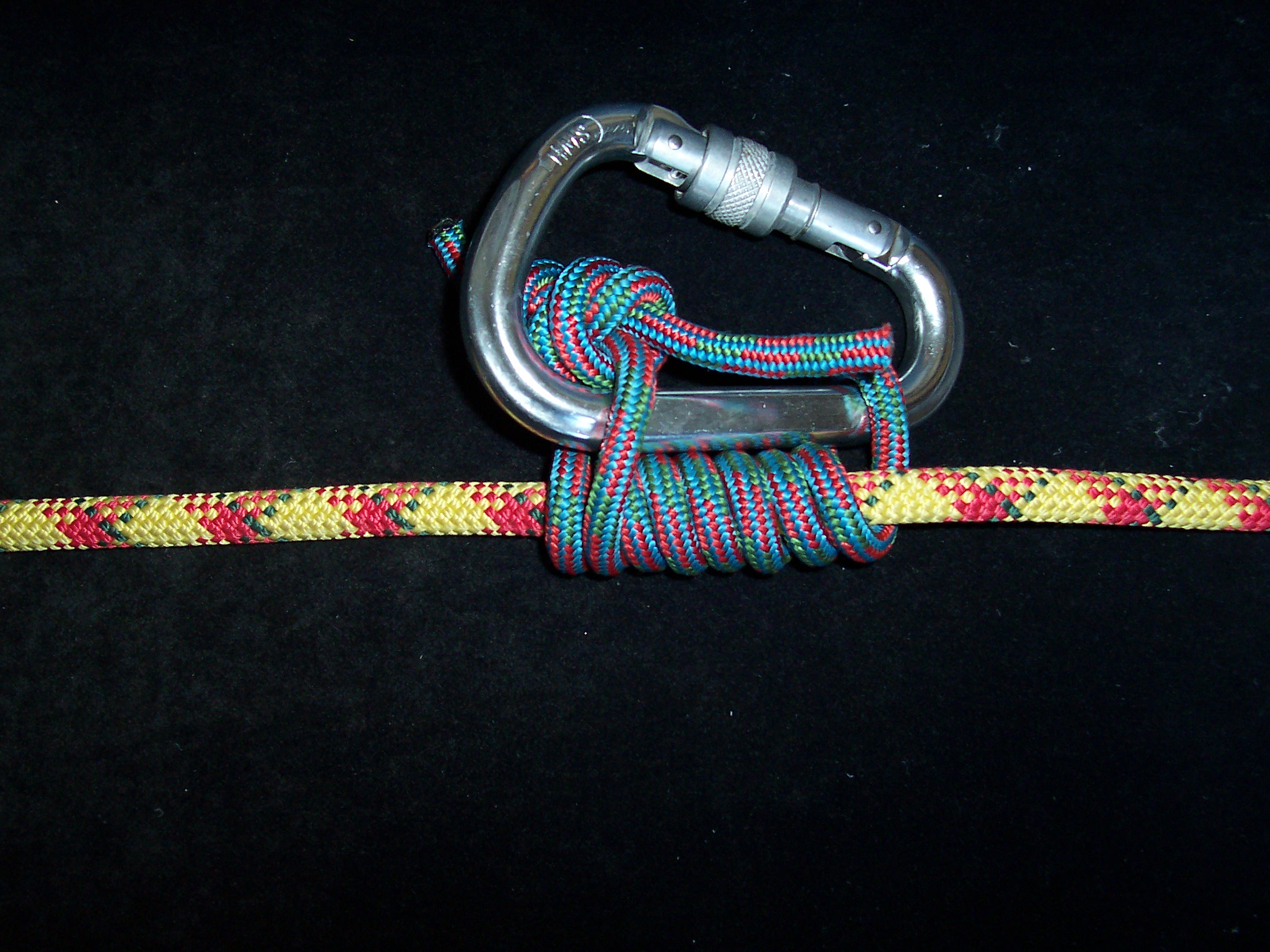